# Années 1680 av. J.-C.
Les années 1680 av. J.-C. couvrent les années de 1689 av. J.-C. à 1680 av. J.-C.

## Évènements
- 1683-1647 av. J.-C.[1] : règne d’Ammi-ditana, roi de Babylone. Il prend Dêr et reconquiert probablement une partie des territoires perdus par Samsu-iluna (Isin, Larsa, Uruk, Malgûm, la vallée du Tigre, et la région de Suhum entre Babylone et Hana, sur l’Euphrate)[2].
- Vers 1680-1650 av. J.-C. ?[1] : règne de Labarnas Ier, roi des Hittites[2]. Il fonde un royaume en Anatolie centrale (jusqu’à la plaine de Konya avec un débouché sur le Taurus) avec Kussar (non identifiée) pour capitale (Ancien empire Hittite).